# Euploea dampierensis
Euploea dampierensis är en fjärilsart som beskrevs av Carpenter 1953. Euploea dampierensis ingår i släktet Euploea och familjen praktfjärilar. Inga underarter finns listade i Catalogue of Life.